# Valeri Kornéiev
Valeri Iúrievitx Kornéiev, més conegut com a Valeri Kornéiev (rus: Валерий Юрьевич Корнеев)  (Saràtov, 11 de desembre de 1954 - Saràtov, 25 de desembre de 2004), fou un pilot de motocròs rus de renom internacional durant la dècada del 1970. Al llarg de la seva carrera, guanyà dos campionats de l'URSS de motocròs i formà part de la selecció soviètica que guanyà el Motocross des Nations el 1978 i el Trophée des Nations el 1979.

## Resum biogràfic
Kornéiev es crià a Saràtov, on vivia amb els seus pares en una casa a la vora del Volga. Allà, criava ocells i peixos i, gràcies als ingressos que obtingué de la seva venda, es va comprar una bicicleta amb motor. El 1966, a 12 anys, un veí li va deixar la moto a l'estiu i des d'aleshores ja no va deixar de conduir-la fins que, a la tardor, l'hi va haver de tornar. Gran aficionat al motociclisme des d'aquell moment, va estalviar diners i, amb l'ajut dels seus pares, uns anys més tard es va poder comprar un ciclomotor, amb el qual va començar a practicar al circuit de motocròs que hi havia prop de casa seva. Aviat va contactar amb el club esportiu de l'Institut Politècnic de Saràtov (SPI), on li van proporcionar material perquè es pogués construir ell mateix una motocicleta de motocròs. Com que Kornéiev feia de torner a la central d'àrids Gazavtomatika de Saràtov, va poder aconseguir força eines i material i en pocs dies va disposar d'una moto plenament operativa.
El 1970, a 16 anys, Kornéiev va debutar en competicions regionals amb èxit. El 1971, fou inclòs a la selecció regional i va participar en els campionats del Districte Federal del Volga, a Penza. Aquell any havia començat a destacar en les competicions regionals de la zona de Saràtov, on tenia com a màxim rival el pilot de la DOSAAF Alexander Chekushkin (en aquella època, el motocròs gaudia d'una popularitat a Saràtov equiparable a la dels esports més seguits, el futbol i l'hoquei sobre gel). El 1972, Kornéiev guanyà el campionat regional de Saràtov en les categories de 175 i 250cc i el març de l'any següent, 1973, fent cas de la invitació d'Alexander Savchenko i els consells del seu mentor Alexander Burguchev, se n'anà a Kaliningrad. Allà, serví a la Flota del Bàltic i entrà al club esportiu de la DOSAAF, on coincidí amb pilots de renom com ara Vasily Shipitsyn, Gennady Gostry, Alexander Chashchin i Víktor Popenko. Aquest darrer esdevingué el seu mentor i li ensenyà tot el que havia après durant la seva carrera.
El 1975, Kornéiev fou quart al campionat de l'URSS de motocròs, segon a l'Espartaquíada dels Pobles de l'URSS i campió de les Forces Armades. Aquests èxits li valgueren ser inclòs aquell any mateix a la selecció estatal soviètica (on s'estigué fins al 1980) i poder participar al Campionat del Món de motocròs durant el 1976. Aquella primera temporada, tot i disputar només dos Grans Premis amb la ČZ a la categoria dels 500 cc, hi acabà en 22è lloc final. El 1977 fou campió de l'URSS de 350cc i el 1978, a més de guanyar el Motocross des Nations fou també campió de l'URSS en 250 cc. El 1979 competí en el mundial de 125 cc amb la CZ i guanyà el Trophée des Nations.
El 1985, Kornéiev es traslladà de Kaliningrad a Rostov-on-Don, on coincidí de nou amb el seu antic rival i amic Alexander Chekushkin. Després de graduar-se a l'Institut d'Educació Física, entrà com a director del comitè esportiu del DOSAAF de la ciutat. Entre 1987 i 1989, Kornéiev va participar en curses d'autocròs a la categoria dels UAZ, de la qual quedà tercer al Campionat de l'URSS el 1989.

### Darrers temps
El 1994, Kornéiev fou llicenciat de l'exèrcit i es quedà a viure a Rostov-on-Don. Des d'aleshores, ja no va a participar en cap mena de competició, tret del 1999, quan va guanyar la cursa de veterans a Kaliningrad. El 2001, després de malviure a Rostov tots aquells anys sense feina estable, va tornar a Saràtov, on va residir fins a la seva mort, el dia de nadal del 2004.

## Entrenadors
Els entrenadors i mentors de Valeri Kornéiev al llarg de la seva carrera van estar:
- A Saràtov: Stanislav Trefilov i Alexander Burguchev (1968 - 1973)
- A Kaliningrad: Víktor Popenko, Alexander Savchenko i Natalya Savchenko (1973 - 1985)
- A Rostov-on-Don: Alexander Chekushkin (1985 - 1990)

## Palmarès
Font:
- Guanyador del Motocross des Nations (1978)
- Guanyador del Trophée des Nations (1979)
- 2 vegades Campió de l'URSS:
  - 350cc: 1977
  - 250cc: 1978
- 4 vegades Campió de l'RSFSR[5]
- 5 vegades Campió de les Forces Armades
- 2 vegades guanyador del Motocròs de Kovrov (1979, 1980)

### Resultats al Campionat del Món
Font:
| Any  | Motocicleta | 500cc | 250cc | 125cc |
| ---- | ----------- | ----- | ----- | ----- |
| 1976 | ČZ          | 22è   | -     | -     |
| 1977 | ?           | -     | -     | -     |
| 1978 | KTM         | -     | 14è   | -     |
| 1979 | ČZ          | -     | -     | 13è   |
| 1980 | ČZ          | -     | -     | 30è   |